# Software de sistema de PlayStation 3
El software de sistema de PlayStation 3 es el firmware actualizable y sistema operativo de PlayStation 3.
El software del sistema PlayStation 3 continúa actualizándose a partir de 2025 para mejoras de rendimiento y seguridad, y para renovar la clave de cifrado Blu-ray
El proceso de actualizar fue casi idéntico al del PlayStation Portátil, PlayStation Vita, y PlayStation 4

## Tecnología

### Sistema
El sistema operativo nativo de la PlayStation 3 es CellOS, el cual se creía es una Bifurcación de FreeBSD; ya que es sabido que contiene código de FreeBSD y NetBSD.

### Shellgráfica
La PlayStation 3 usa el XrossMediaBar (XMB) como su interfaz de usuario gráfica, el cual es también utilizado en la consola de mano PlayStation Portátil (PSP), una variedad de televisores Sony BRAVIA y en reproductores Blu-ray Sony. Los iconos XMB se muestran horizontalmente a través de la pantalla representando categorías. Los usuarios pueden moverse a través de ellos utilizando los botones izquierdo y derecho del control, los cuales mueven los iconos hacia adelante o atrás a través de la pantalla, destacando uno a la vez. Cuando se selecciona una categoría, normalmente hay más opciones extendidas verticalmente encima y bajo el icono seleccionado. Los usuarios pueden moverse entre estas opciones moviendo hacia arriba o abajo las palancas del control.
Las características básicas que ofrece XMB varían según el dispositivo y la versión. Aparte de aquellos que aparecen en la consola PSP como iconos de categoría para Fotos, Música y Juegos, la PS3 añadió iconos para Usuarios, TV y Amigos al XMB. También, XMB ofrece un grado de multitasking. Las de características XMB dentro de cada juego fueron añadidas al correctamente PS3 con el firmware de versión 2.41, después de haber causado problemas de implementación temprana. Mientras XMB probó para ser una interfaz de usuario exitosa para Sony productos como PSP y PS3, la generación próxima Sony consolas de videojuego como la PlayStation 4 y la PlayStation Vita ya no utiliza esta interfaz de usuario.

### Integración con consolas de mano
También, para los usuarios que tienen la PlayStation 3 y la PlayStation Vita,  es posible compartir archivos de vídeo, música e imágenes entre ellos por medio de la función de transferir archivos multimedia que funciona directamente de la PlayStation 3 al PlayStation Vita, o viceversa. Además, se puede utilizar un servicio llamó Cross-Buy el cual permite comprando un juego una sola vez, luego poder jugarlo en ambas consolas. Además de eso en el caso de muchos juegos es posible transferir las partidas guardadas entre dispositivos permitiendo guardar en una consola y seguir jugando en la otra.

### Características multimedia
Similar a muchas otras consolas, la PlayStation 3 es capaz de reproducir fotos, audio y vídeo en una variedad de formatos. También incluye varias opciones de presentación de diapositivas de las fotos y varias visualizaciones de música. 
Además, la PlayStation 3 es capaz de reproducir películas en Blu-ray y DVD, y también capaz de hacer streaming servicios de multimedia como Netflix.

### Otras características
Si bien la PlayStation 3 está diseñado principalmente como máquina de juego, es también capaz de hacer algunas otras tareas también. El Navegador web es una de esas otras características. El PS3 usa el navegador NetFront , a diferencia de su sucesor el PS4 que utiliza el mismo moderno núcleo Webkit igual que el navegador Safari de Apple, el navegador web del PS3 recibe una puntuación baja en pruebas de conformidad de HTML5. Aun así, a diferencia del PS4, el PS3 es capaz de reproducir Adobe Flash, incluyendo flash a pantalla completa.
Versiones tempranas del software de sistema de la PlayStation 3 también tenían una característica llamada OtherOS que estaba disponible en los sistemas PS3 con anterioridad a los modelos lanzados en septiembre de 2009. Esta característica habilitó usuarios para instalar un sistema operativo Linux, pero debido a preocupaciones de seguridad, Sony más tarde sacó esta funcionalidad a través de la actualización de sistema 3.21. Según Sony Computer Entertainment (SCE), inutilizando esta característica se ayuda a asegurar que los dueños de una PS3 continúen teniendo acceso al amplio rango de juegos y diversión que ofrece SCE y sus socios en un sistema más seguro.

### Retrocompatibilidad
Todas las consolas PlayStation 3 son capaces de jugar juegos originales de PlayStation (discos PSOne y clásicos descargables). A pesar de esto, no todos los modelos de PlayStation 3 modelos son retrocompatibles con juegos de PlayStation 2. En resumen, las primeras consolas PS3,  como las de 60GB y de 20GB de almacenamiento eran retrocompatibles con PS2 juegos porque tenían chips de PS2 integrados. Algunos modelos posteriores, más notablemente el modelo de 80GB "Metal Gear Edition" también tuvieron retro-compatibilidad pero a través de emuladores de software pues no tenían chips PS2 integrados, pero después de actualizar estas consolas se perdió la retrocompatibilidad con juegos de PS2.Todos los modelos posteriores, como la PS3 Slim no tuvieron más retro-compatilibilidad con juegos de PS2, aunque los usuarios pudieron seguir disfrutando con juegos de PS3 y PSone en estos modelos. Según Sony, cuando sacaron la retro-compatibilidad del PS3 estaban en el cual el PS3 ya llevaba 3 años en su ciclo de vida, en este punto la mayoría de los consumidores que compraba una PS3 lo hacía para jugar juegos de PS3 como objetivo principal, lo que significaba que la retro-compatibilidad con el PS2 ya no era necesaria. Más tarde cuando la PlayStation 4 salió al mercado, no venía con la opción de jugar juegos de PS3 o PS2 en él, a pesar de que los dueños de un PS4 pueden jugar una selección de juegos de PS3 disponibles vía streaming por Internet utilizando el servicio PlayStation Now.
En noviembre de 2015, Sony anunció que se iban a poder jugar juegos de PlayStation 2 en PlayStation 4, no quisieron dar más detalles, sin embargo muchos fanáticos especularon que tras la compatibilidad de juegos de PS2 en PS4, podrían volver a utilizar sus juegos de PS2 originales, es decir, introducir el disco en la consola y que lo lea, pero finalmente no fue así, la compatibilidad de juegos de PS2 en la actual consola de Sony resultó ser únicamente digital, comprando los juegos añadidos en la PlayStation Store, aunque en el futuro Sony aclaró que iban a añadir más títulos de PS2.

## Historia de actualizaciones
Cuando PlayStation 3 fue lanzado al mercado, en noviembre de 2006, su software de sistema tenía versión 1.10, este incluía los servicios de PlayStation Network y también Remote Play para el modelo de 60 GB.  Aun así, la versión 1.02 estuvo incluida en algunos juegos. Hubo un número de actualizaciones en las 1.xx versiones, lo que proporcionó características nuevas como la Administración de Cuenta, compatibilidad de dispositivos de USB para juegos en formato PlayStation 2, y soportes para webcams USB y teclados Bluetooth. La versión 1.80 se liberó el 24 de mayo de 2007 y añadió un número de relativamente pequeño de características nuevas, mayoritariamente relacionados con medios de comunicación y vídeos, como la capacidad de re-escalar vídeos DVD a 1080p y vídeos Blu-ray a 720p. La versión 1.90 se liberó el 24 de julio de 2007 y añadió la característica de cambiar Wallpaper al fondo de XMB y la capacidad de expulsar un disco de juego utilizado el control, además añadió la opción de re-ordenar los iconos de los juegos por formato y por fecha de creación. Esta actualización también forzó la salida 24Hz Blu-ray por HDMI, lo que resultó interesante para los dueños de ciertos televisores HD, e introdujo marca-páginas y una función de seguridad al navegador de web. La última versión en la serie 1.xx fue la 1.94 liberada el 23 de octubre de 2007 añadiendo soporte para los controles DualShock 3.
Así como existió la serie de versiones 1.xx , hubo una serie de versiones 2.xx y una serie 3.xx, liberadas entre el 8 de noviembre de 2007 y el 20 de septiembre de 2011. Hubo bastantes cambios notables, por ejemplo solo en la versión 2.10 había características nuevas como las adiciones para cambiar la voz, característica con el poder de hacer que sonidos se escuchen como una persona.  La versión 2.50 liberó el 15 de octubre de 2008 y fue la actualización en la serie 2.xx que tuvo el mayor número de cambios o características nuevas, entre ellos estaba el soporte para el Headset PS3 Bluetooth oficial, screenshots dentro del juego y Adobe Flash 9. Un menú recovery (o modo seguro) fue también introducido en esta versión. Versiones posteriores en la serie 2.xx serie como el 2.7x, 2.85 o 2.90 fueron distribuidas con el PS3 "slim". Similarmente a versiones como la 2.00, versiones como las 3.00, 3.10, 3.30, 3.40 y 3.70 introdujeron un número relativamente grande de cambios o características nuevas, como soporte para nuevos temas dinámicos customizados, mejoras en el navegador de Internet, mejoras al sistema de trofeos y una aplicación para editar y subir vídeos.
El cambio más notable en la versión 4.00 liberada el 30 de noviembre de 2011 fue el soporte añadido para el PlayStation Vita. Por ejemplo, [Sistema PS Vita Sistema] fue añadido como una opción debajo [Opciones de Juego Remoto] → [Dispositivos Registrados] y [Aplicación de Utilidad de Sistema de PS Vita] fue añadido como una opción bajo [Juego]. Con esta actualización, la PlayStation 3 también obtuvo la capacidad de transferir vídeos, imágenes, músicas, y datos de juego a y de la PlayStation Vita. La versión 4.10 liberada del 8 de febrero de 2012 también añadió mejoras al Navegador de Internet que incluye soporte para HTML5 y para mejorar su velocidad de exhibición y exactitud de diseño de la página web. Versiones posteriores en la serie 4.xx serie hicieron pocos cambios al sistema, mayoritariamente para mejorar la estabilidad y calidad de operación durante los usos de algunas aplicaciones, además de añadir características nuevas como mostrar closed captions cuándo se reproducen BDs y DVDs y también la adición de "Buscar Actualizaciones" al menú de juego . El PlayStation 3 software de sistema es actualmente todavía siendo actualizado por Sony.

### Retirada de actualización 4.45
La versión de software del sistema 4.45 fue liberada el 18 de junio de 2013; aunque, esta fue retirada un día más tarde porque un número pequeño de usuarios era incapaz de reiniciar sus consolas después de actualizar. El 21 de junio de 2013, Morgan Haro, un Community Mánager de PlayStation Network, anunció que el asunto había sido identificado y una actualización nueva estaba planeada para resolver el asunto. La versión de sistema que arreglo este asunto fue la versión 4.46 que fue liberada el 27 de junio de 2013, y un fix para aquellos afectado por la versión de sistema 4.45 fue también proporcionado por Sony.